# Shichirigahama

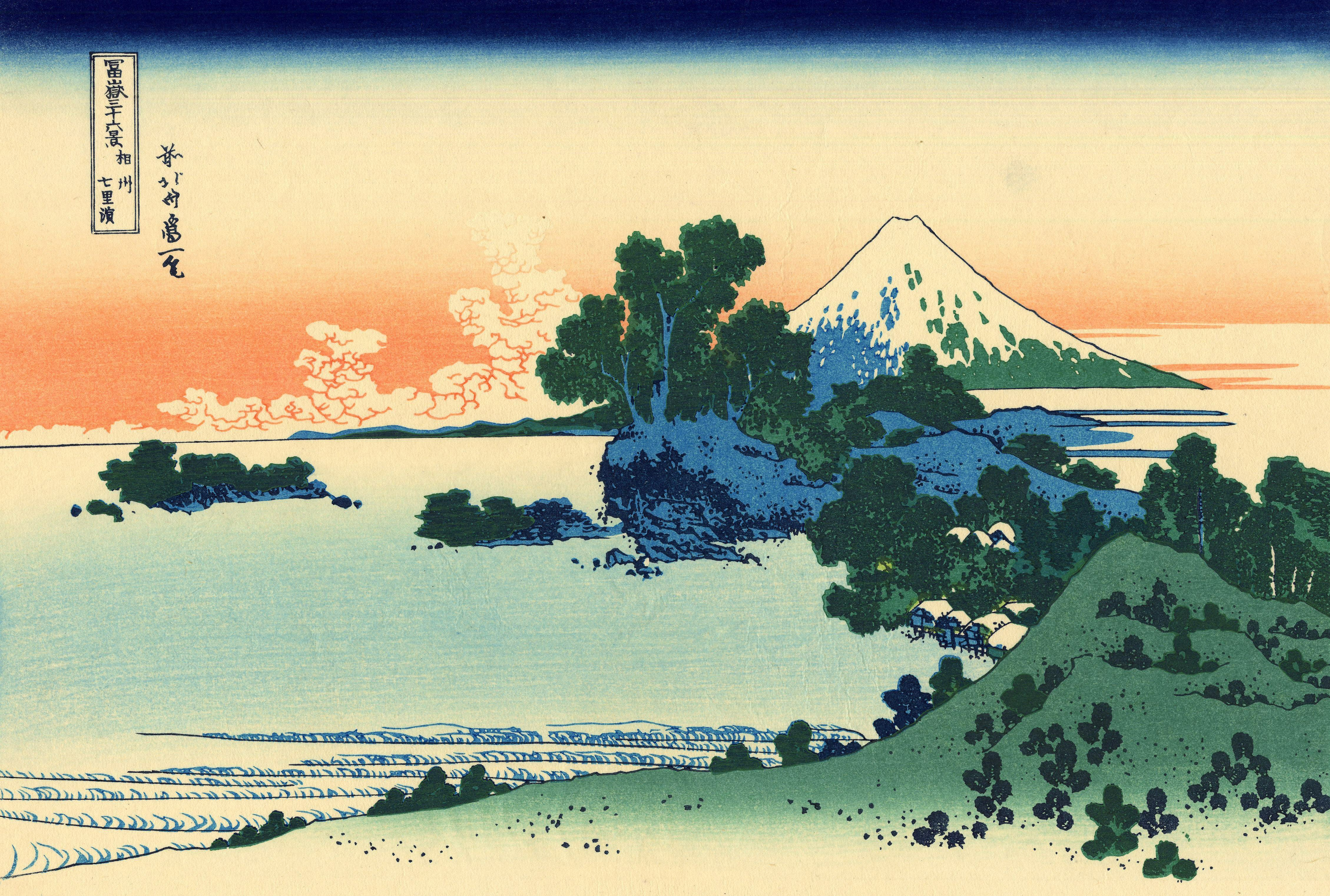
Katsushika Hokusai

Shichirigahama (en japonés: 七里ヶ浜) es una playa cerca de Kamakura, prefectura de Kanagawa, Japón, que va desde el cabo de Koyurigimisaki, cerca de Fujisawa, al cabo de Inamuragasaki, al oeste de Kamakura. Puesto que desde ella se puede disfrutar de una visión clara tanto del monte Fuji como del Enoshima, al mismo tiempo, durante el periodo Edo que fue muy popular.
El nombre de la playa significa 'playa de los Siete Ri', donde un «ri» es una antigua unidad de medida equivalente en Japón a 3,9 km, y por lo tanto Shichirigahama debería tener unos 27 km de largo.